# Juan Francisco Ordóñez
Juan Francisco Ordóñez González és un guitarrista i compositor dominicà, considerat un dels majors innovadors del so de la guitarra de bachata, mitjançant una fusió de rock, blues i jazz amb el seu estil particular.

## Biografia
Va realitzar els seus estudis primaris i secundaris en el Col·legi Dominicà De la Salle i va obtenir una llicenciatura en ciències econòmiques en la Universidad Autonoma de Santo Domingo. Va començar els seus estudis musicals de guitarra amb el professor Blas Carrasco continuant-los després de forma autodidacta. Va aprendre lectura musical amb la professora Sonia de Piña.
El 1976-1977 va formar part del grup “Convite”, referència imprescindible per a parlar del rescat i transformació del folklore dominicà en els anys 70.
A començament dels anys 80 va fundar amb Luis Días el grup Transporte Urbano, el primer grup a fer rock dominicà autentico. Ordóñez va ser primera guitarra d'aquest grup per més de 25 anys. L'any 1985, Ordóñez viatjà a Moscou, llavors capital de l'URSS, on va realitzar diverses presentacions al costat de Patricia Pereyra i Luís Dias.
Per aquesta època, Ordóñez va començar a pensar en projectes de fusió tals com OFS, trio format conjuntament amb Guy Frómeta en la bateria i Hèctor Santana en el baix. Aquest grup va viatjar a Perú, en 1986, on es va presentar al costat de Sonia Silvestre en el Festival de la Nova Cançó Llatinoamericana.
En els anys 90 va crear un trio de fusió de música caribeña, jazz i blues cridat TRILOGIA, al costat d'Hèctor Santana i al percussionista Chichí Peralta
.
En l'actualitat (2007) és el director del grup La Vellonera que acompanya al cantautor dominicà Víctor Víctor en les seves presentacions.

## Labor professional
Ordóñez ha desenvolupat una carrera com solista i com arreglista de jingles publicitaris, d'artistes particulars i de bandes sonores de pel·lícules, com en el curtmetratge Frente al mar (sobre el conte homònim de l'escriptora dominicana Hilma Contreras) i Azucar amarga De León Ichaso.
Ha treballat com guitarrista d'estudi i en presentacions per a diferents artistes i grups de la República Dominicana, Iberoamèrica i Espanya. També, ha participat en jam sessions amb músics tals com Paquito de Rivera, Charlie Haden i Don Chery.
Ha estat també professor de diverses generacions de guitarristes.

## Discografia
- Trilogia editat a cassette en 1988 i reeditat com CD per Patí Bigoti Music en 2004.[8]
- Cabaret Azul coproducido amb Patrícia Pereyra en 1989 i reeditat per TEREKE produccions en1998.[9][10]
- Radio Recuerdo editat en 2001 per la fundació Madora.[11]
- Bachata entre Amigos En 2005 va ser coproductor, arreglista i guitarrista del disc Bachata entre Amigos de Víctor Víctor on participen els cantautors Joaquín Sabina, Joan Manuel Serrat, Pedro Guerra, Silvio Rodríguez, Pablo Milanés, Fito Páez i Víctor Manuel, entre d'altres.
- El Trio. Vol.1 Ordóñez Trío en Spotify. 2019.